# عاطف بسیسو

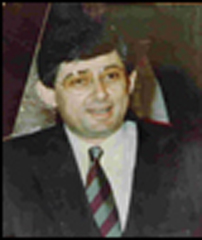
نگارهٔ عاطف بسیسو، مبارز فلسطینی - ۱۹۹۰

عاطف بسیسو از مبارزان فلسطینی و رئیس شاخهٔ اطلاعاتی سازمان آزادی‌بخش فلسطین بود که توسط اسراییل در فرانسه در سال ۱۹۹۳ ترور شد و به قتل رسید.